# Matthias Maucksch
Matthias Maucksch (ur. 11 czerwca 1969 w Dreźnie) – niemiecki piłkarz występujący na pozycji obrońcy. Trener piłkarski.

## Kariera klubowa
Maucksch treningi rozpoczął w 1976 roku w Dynamie Drezno. W sezonie 1987/1988 został włączony do jego pierwszej drużyny. W DDR-Oberlidze zadebiutował 8 sierpnia 1987 w zremisowanym 0:0 meczu z BSG Stahl Riesa. Wraz z Dynamem dwukrotnie zdobył mistrzostwo NRD (1989, 1990), a także raz Puchar NRD (1990). Po zjednoczeniu Niemiec, od 1991 roku występował z zespołem w Bundeslidze. W Dynamie grał do końca sezonu 1994/1995.
W 1995 roku Maucksch odszedł do VfL Wolfsburg z 2. Bundesligi. Następnie grał w także drugoligowym VfB Leipzig, a w 1998 roku przeszedł do pierwszoligowego 1. FC Nürnberg. Spędził tam sezon 1998/1999, po czym odszedł do drugoligowego Energie Cottbus. Występował tam przez sezon 1999/2000. W kolejnych latach grał jeszcze w zespołach FV Dresden 06 oraz VfL Pirna-Copitz, a w 2006 roku zakończył karierę.
W Bundeslidze rozegrał 123 spotkania i zdobył 4 bramki.

## Kariera reprezentacyjna
W reprezentacji NRD Maucksch wystąpił jeden raz, 24 stycznia 1990 w przegranym 0:3 towarzyskim meczu z Francją.